# Путь прилива (роман)
«Путь Прилива» (англ. Stations of the Tide) — научно-фантастический роман американского писателя Майкла Суэнвика. До публикации в виде книги в 1991 году роман был опубликован двумя выпусками в журнале «Asimov’s Science Fiction», начиная с середины декабря 1990 года.

## Сюжет
Сюжет романа — история бюрократа из Департамента трансфера технологий, который должен спуститься на поверхность Миранды, чтобы охотиться на мага, который контрабандно внедрил запрещённую технологию после введения орбитального эмбарго, и привлечь его к ответственности перед тем, как мир начнет трансформироваться под влиянием Юбилейных приливов.

## Награды
| Год  | Награда                                                                        | Результат |
| ---- | ------------------------------------------------------------------------------ | --------- |
| 1991 | «Небьюла»                                                                      | Победа    |
| 1992 | «Hugo Award»                                                                   | Номинация |
| 1992 | «Мемориальная премия Джона В. Кэмпбелла за лучший научно-фантастический роман» | Номинация |
| 1993 | «Премия Артура Кларка»                                                         | Номинация |